# بلال زعوانی
بلال زعوانی (انگلیسی: Billal Zouani؛ زادهٔ ۱۱ دسامبر ۱۹۶۹) بازیکن فوتبال اهل الجزایر بود.
وی همچنین در تیم ملی فوتبال الجزایر بازی کرده‌است.